# Nanteuil-lès-Meaux
Nanteuil-lès-Meaux – miejscowość i gmina we Francji, w regionie Île-de-France, w departamencie Sekwana i Marna.
Według danych na rok 1990 gminę zamieszkiwało 4339 osób, a gęstość zaludnienia wynosiła 569 osób/km² (wśród 1287 gmin regionu Île-de-France Nanteuil-lès-Meaux plasuje się na 350. miejscu pod względem liczby ludności, natomiast pod względem powierzchni na miejscu 511.).